# Docteur (commedia dell'arte)
Pour les articles homonymes, voir docteur.

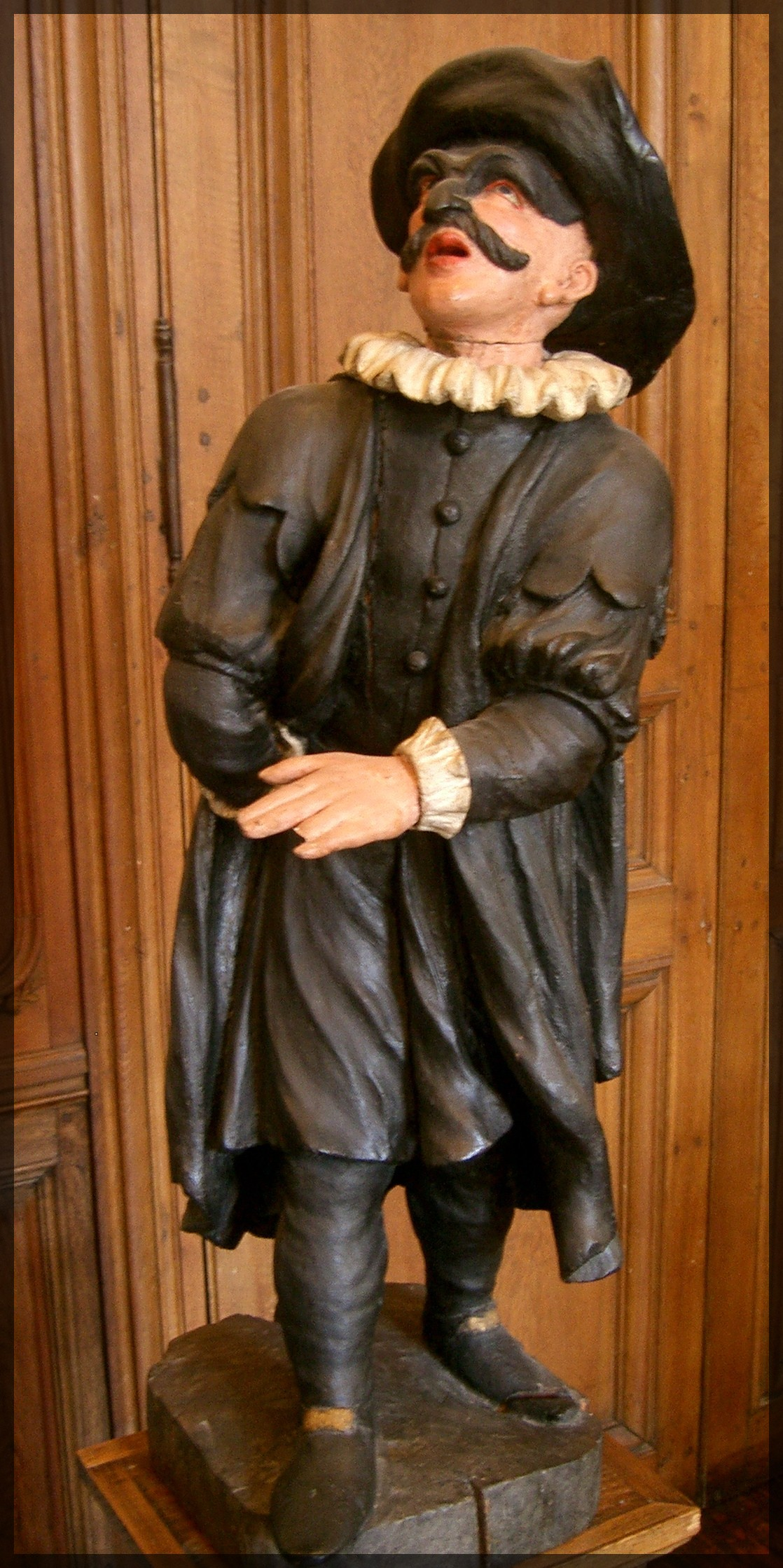
Il Dottore, personnage de la commedia dell’arte.

Le Docteur « Il Dottore Balanzone » en italien, est un personnage type de la commedia dell'arte. Il est, avec Pantalon et Cassandre, l’un des vieillards de la troupe. Il vient traditionnellement de Bologne.

## Caractère du personnage
Le Docteur est un personnage prétendu savant, qui du docteur n'a que le nom. Selon les pièces, il endosse des rôles variés, à l’instar de l’enseignement qu’il a reçu. En fait, son apparence savante n’est que feinte (d’où la citation qui lui correspond : « Quand le Docteur parle, on doute / Si c’est latin ou bas breton / Et souvent celui qui l'écoute / L’interrompt à coups de bâton »). C’est souvent un ami de longue date de Pantalon, mais il peut être son opposant à l’occasion. Son ridicule parait lorsqu’il parle de science : son manque de connaissance le contraint à utiliser un latin de cuisine, dénué de sens… C’est une satire des savants pédants du XVIIe siècle, tels qu’ils sont décrits dans le théâtre de Molière. 

## Costume de scène
Il porte, comme les savants de Bologne, une courte robe noire lui arrivant aux genoux et par-dessus, une autre de même couleur, plus longue. Il chausse des pantoufles noires également et une coiffure toquée tout aussi foncée. Par la suite, une fraise et un feutre extravagant s’est ajouté à son costume. Il porte un masque, comme la majorité des personnages de la commedia. Parfois, son ventre l’empêche de se pencher et sa grosseur le gêne pour marcher.

## Reprise du personnage dans d'autres pièces
Les personnages de la commedia dell’arte ont inspiré les dramaturges pour leurs propres personnages de théâtre.
- Dans Le Malade imaginaire, Molière se moque plus du charlatanisme et du côté pédant de certains médecins que de la médecine en tant que telle.  Messieurs Purgon et Diafoirus, père et fils, administrent toutes sortes de remèdes à Argan. Le troisième intermède ballet est une farce décrivant l’intronisation d’Argan en médecin.

- Dans le Dom Juan du même auteur, Sganarelle se déguise en médecin et décrit l’effet produit par l’habit chez les gens du peuple (extrait de l’acte III, scène I) :

SGANARELLE : Mais savez-vous, Monsieur, que cet habit me met déjà en considération, que je suis salué des gens que je rencontre, et que l’on me vient consulter ainsi qu’un habile homme ?
DOM JUAN : Comment donc ?
SGANARELLE : Cinq ou six paysans et paysannes, en me voyant passer, me sont venus demander mon avis sur différentes maladies.
DOM JUAN :  Tu leur as répondu que tu n’y entendais rien ?
SGANARELLE : Moi ? Point du tout. J’ai voulu soutenir l’honneur de mon habit : j’ai raisonné sur le mal, et leur ai fait des ordonnances à chacun.

## Source bibliographique
- Constant Mic, La Commedia Dell’arte ou : Le théâtre des comédiens italiens des XVIe, XVIIe & XVIIIe siècle, Paris, Librairie théâtrale, 1980.